# Vashosszúfalu
Vashosszúfalu é um município da Hungria, situado no condado de Vas. Tem 13,92 km² de área e sua população em 2015 foi estimada em 343 habitantes.